# ماكس هال (لاعب كرة قدم أمريكية)
ماكس هال (بالإنجليزية: Max Hall)‏ هو لاعب كرة قدم أمريكية ولاعب كرة قدم كندية أمريكي، ولد في 1 أكتوبر 1985 في ميسا في الولايات المتحدة.

## وصلات خارجية
- ماكس هال على موقع مرجع كرة القدم المحترفة.كوم (الإنجليزية)
- ماكس هال على موقع كلية كرة القدم في سبورتس رفرنس.كوم (الإنجليزية)